# Aulacus biroi
Aulacus biroi är en stekelart som först beskrevs av Győző Szépligeti 1903.
Aulacus biroi ingår i släktet Aulacus och familjen vedlarvsteklar. Inga underarter finns listade i Catalogue of Life.